# Kanton Arras-Nord
Arras-Nord (Nederlands: Atrecht-Noord) is een voormalig kanton van het Franse departement Pas-de-Calais. Het kanton maakte deel uit van het arrondissement Arras. In 2015 is het kanton opgenomen in het nieuwe Kanton Arras-2.

## Gemeenten
Het kanton Arras-Nord omvat de volgende gemeenten:
- Arras (deels, hoofdplaats)
- Athies
- Saint-Laurent-Blangy
- Saint-Nicolas